# New Mexico United
New Mexico United ist ein US-amerikanisches Fußball-Franchise der USL Championship aus Albuquerque, New Mexico.

## Geschichte
Am 6. Juli 2018 teilte die United Soccer League mit, ein Franchise für die USL Championship an Albuquerque zu vergeben. Der Name New Mexico United wurde am 9. Oktober 2018 bekanntgegeben. In den ersten beiden Spielzeiten 2019 und 2020  erreichte die Mannschaft jeweils die Play-offs. 2021 wurden diese aber mit dem 8. Platz in der Western Conference knapp verpasst. Beim U.S. Open Cup kam man bisher nicht über die 2. Runde hinaus.

## Stadion

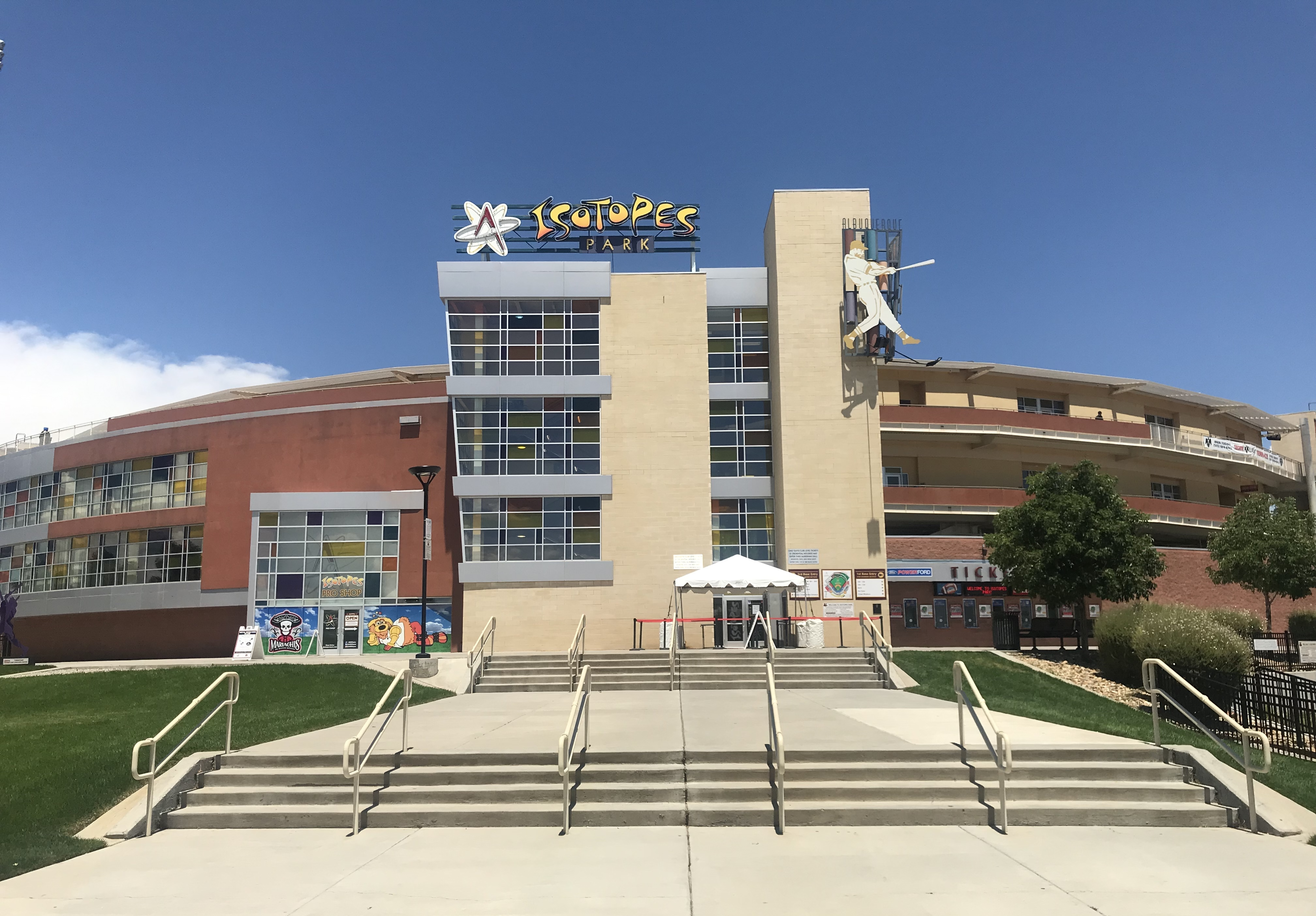
Isotopes Park

Das Franchise trägt seine Heimspiele seit 2019 im 13.500 Zuschauer fassenden Isotopes Park, auch bekannt als Rio Grande Credit Union Field at Isotopes Park, in Albuquerque aus. Das Stadion steht auf dem Gelände der University of New Mexico und wird auch für andere Sportarten wie Baseball genutzt.

## Saisonstatistiken
| Jahr | Level | Liga             | Saison    | Playoffs      | U.S. Open Cup     | Zuschauerschnitt | Bester Torschütze      |
| ---- | ----- | ---------------- | --------- | ------------- | ----------------- | ---------------- | ---------------------- |
| 2019 | 2     | USL Championship | 10. Platz | 01. Runde     | 00002. Runde      | 000012.693       | Kevaughn Frater (14)   |
| 2020 | 2     | USL Championship | 06. Platz | Viertelfinale | nicht ausgetragen | 00000 *          | Christopher Wehan (7)  |
| 2021 | 2     | USL Championship | 08. Platz | 0verpasst     | nicht ausgetragen | 00008.249        | Christopher Wehan (14) |
| 2022 | 2     | USL Championship |           |               |                   |                  |                        |

## Trainerchronik
Stand: Mai 2022
| Trainer      | Nation             | von               | bis              |
| ------------ | ------------------ | ----------------- | ---------------- |
| Troy Lesesne | Vereinigte Staaten | 14. August 2018   | 5. November 2021 |
| Zach Prince  | Vereinigte Staaten | 15. November 2021 | heute            |

## Bekannte Spieler
- Jerome Kiesewetter
- David Najem
- Ethen Sampson